# Markus Pol

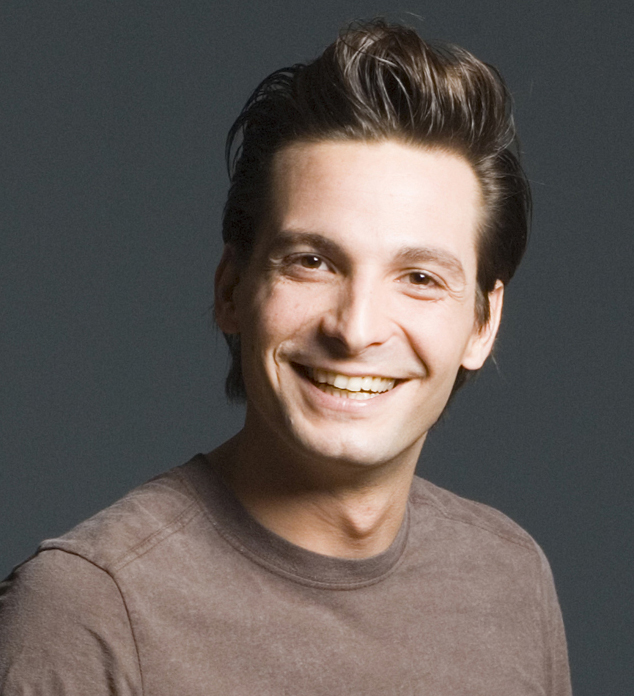
Markus Pol (2007)

Markus Pol (* 17. Mai 1976 in Wien) ist ein österreichischer Schauspieler, Sänger und Musicaldarsteller.

## Leben
Markus Pol ist ein hörender Schauspieler und CoDA (Child of Deaf Adult - Kind gehörloser Eltern). Er ist zweisprachig (Österreichische Gebärdensprache und Deutsche Sprache) aufgewachsen und hat beruflich auch mit Taubblinden gearbeitet.
Pol studierte Schauspiel und Gesang im Performing Center Austria. Zuvor war er Leadsänger in den Bands Brazil und Beltane. Er wirkte als Erzähler in Benjamin Brittens Operette „Paul Bunyan“ bei den Bregenzer Festspielen mit und war als Kaiser Franz Joseph im Musical Elisabeth auf der Japantournee der Vereinigten Bühnen Wien zu sehen. Hauptrollen in „Die Kaktusblüte“, „Wer wird Megastar“ und „Emil und die Detektive“  spielte er am Theaterspectacel Wilhering, am Theater St. Pölten und am Stadttheater Klagenfurt.
Pol sang in den Musicalproduktionen „Odysseus fährt irr“ (Zeus), „My Fair Lady“ (Freddy) und „Figaro“ (Philip/Hauptrolle). Weitere Engagements waren im Theater in der Josefstadt/Kammerspiele („Sing, Baby, Sing“ und „Die Gigerln von Wien“), im Raimundtheater („Finix“, „Verliebte & Verrückte“) und das Renaissancetheater („Der Junge der in ein Buch fiel“). Erste Fernseh-Erfahrungen sammelte Pol bei der ORF Produktion „Schlosshotel Orth“; ebenso ist er für Hörbücher und Hörspiele als Sprecher tätig. Er tritt mit seinem Soloprogramm „Brel á Porter“ mit Chansons von Jacques Brel in neuer deutscher Übersetzung auf. Pol wohnt in Wien.

## Rollen an Theater/Musical (Auswahl)
- 2016 ARBOS - Gesellschaft für Musik und Theater, ONAFHANKELIJKEID Ein Stück daDa mit Parolen, Manifesten, Stücken, regierungsfreundlichen Schauspielen von Viktor Ullmann, Johannes Dada, Bergmann & Co., Raoul Hausmann, Wladimir Majakowski, Romain Rolland, Georg Friedrich Nicolai, Man Ray, Maurice Maeterlinck, ZENTRALAMT DES DADAISMUS, Novembergruppe, Filippo Tommaso Marinetti, Paul Scheerbart, De Stijl, Theo van Doesburg, Paul Klee, Hugo Ball und Francesco Cangiullo, Regie: Herbert Gantschacher
- 2015 ARBOS - Gesellschaft für Musik und Theater, Vor dem Gesetz von Franz Kafka, Regie: Herbert Gantschacher
- 2014 ARBOS - Gesellschaft für Musik und Theater, I Carry The Flag, Regie: Tim McCarty, Cornet Christoph Rilke
- 2013 ARBOS – Gesellschaft für Musik und Theater, Schweinealm (Posse mit Tanz und Gesang), Regie: Herbert Gantschacher, Kommissar Vulgo Mitterer in Österreichischer Gebärdensprache und deutscher Sprache[1]
- 2013 ARBOS – Gesellschaft für Musik und Theater, Über das Marionettentheater (von Heinrich von Kleist), Regie: Herbert Gantschacher
- 2010 Vereinigte Bühnen Wien Ronacher, A Musical Christmas; Ensemble
- 2010 Armes Theater Wien, Gelbe Tag (Daniela Janjic); Mann, Schauspiel, Regie: Erhard Pauer
- 2010 Armes Theater Wien, Die Möwe (Anton Tschechow); Schriftsteller Trigorin, Schauspiel, Regie: Erhard Pauer
- 2010 Festspielhaus Bregenz, Elisabeth (Musical), Regie: Harry Kupfer, Kaiser Franz Josef
- 2010 Musical Theater Bremen, Elisabeth (Musical), Regie: Harry Kupfer, Kaiser Franz Josef
- 2009 Alte Oper, Frankfurt, Elisabeth (Musical), Regie: Harry Kupfer, Kaiser Franz Josef
- 2009 Deutsches Theater, München, Elisabeth (Musical), Regie: Harry Kupfer, Kaiser Franz Josef
- 2009 Armes Theater Wien, Zur schönen Aussicht (Schauspiel), Regie: Erhard Pauer, Max
- 2009 Vereinigte Bühnen Bozen, Cabaret (Musical), Cliff
- 2009 Theater am Kornmarkt, Bregenz, Der Mann von La Mancha (Musical), Padre
- 2008–2009 Theater 11, Zürich, Elisabeth (Musical), Regie: Harry Kupfer, Kaiser Franz Josef
- 2008 Theater des Westens, Berlin, Elisabeth (Musical), Regie: Harry Kupfer, Kaiser Franz Josef
- 2007 Bregenzer Festspiele Paul Bunyan (amerikanische Operette), Regie: Nicholas Broadhurst, Narrator
- 2007 Japan-Tour Umeda Arts Theatre, Osaka Koma Stadum Theatre, Tokio,  Elisabeth (Musical), Regie: Harry Kupfer, Kaiser Franz Josef
- 2006 Bühne im Hof, St Pölten,  Wer wird Megastar (Schauspiel mit Musik), Regie: Erhard Pauer, Horst
- 2005 Stadttheater Klagenfurt,  Emil und die Detektive (Schauspiel mit Musik), Regie: Alexander Kuchinka, Hr. Grundeis
- 2005 ORF-Theater Klagenfurt,  Odysseus fährt irr (Comedy-Musical), Regie: Daniel Große Boymann, Zeus
- 2005 Theater am Kornmarkt, Bregenz,  My Fair Lady, Regie: Rebecca Scheiner, Freddy
- 2004 Theater in der Josefstadt / Kammerspiele, Wien,  Die Gigerln von Wien (Posse mit Gesang), Regie: Isabella Suppanz, Kronhauser
- 2003 Raimundtheater Wien, Finix Regie: Georg Staudacher, Alex Kutscher
- 2002 Festspielhaus Judenburg Metropol Theater, Wien,  Frühstück bei Tiffany’s, Regie: Christian Papke, Botschaftsattaché
- 2002 Theater an der Wien,  La Boheme, Regie: Guy Joosten, Ensemble
- 2001 Festspielhaus St. Pölten, Wiener Blut 2001-Modernballett mit Industrial-Sound
- 2001 Theater der Jugend / Renaissancetheater, Wien, Vom Jungen, der in ein Buch fiel (Schauspiel), Regie: Erhard Pauer, Solist

## Filmographie
- 2002 Musikvideo Such a shame (Moonwalker) Frontman
- 2001 Satel Film Regie: Christa Mühl  Schlosshotel Orth Melvin  Melvin (Radioboss)

## Diskografie
- 2010 A Musical Christmas - Vereinigte Bühnen Wien
- 2005 Wasserstand - Ein Stück zum Hören - Hörspiel der VCL Film + Medien AG  Ausstrahlung in ORF / Ö1
- 2005–2006  Dracula (Bram Stoker), Die Verwandlung (Franz Kafka), Der Jude von Bacherach (Heinrich Heine), Ruf der Wildnis (Jack London) literarische Hörbuchproduktionen (Auswahl) (Sprecher)